# Leica M11
La Leica M11 è una fotocamera digitale a telemetro della serie M prodotta dalla Leica. Utilizza un sensore di immagine Sony da 60 megapixel ed è compatibile con quasi tutti gli obiettivi con attacco Leica M.
È in vendita dal 13 gennaio 2022.

## Caratteristiche tecniche
La Leica M11 presenta un sensore CMOS retroilluminato da 60 megapixel, con la possibilità di scattare a 36 o 18 megapixel grazie alla Triple Resolution Technology. La fotocamera offre un'elevata gamma dinamica e una profondità di colore migliorata, rendendola adatta per fotografi professionisti che richiedono una qualità d'immagine superiore.
- Sensore: CMOS BSI, 60 MP
- Memoria interna: 64 GB
- Porte: USB-C per ricarica e trasferimento dati
- Gamma ISO: 64-50.000
- Otturatore: 1/16.000 s (elettronico)
- Peso: 530 g

## Design e Costruzione
La Leica M11 mantiene il design minimalista tipico della serie M, con un corpo macchina costruito in lega di magnesio e parti in ottone, che conferisce robustezza e durata. Rispetto al modello precedente, è stata alleggerita, migliorando la maneggevolezza e portabilità. Il mirino a telemetro rimane uno degli elementi distintivi del modello, offrendo un'esperienza di scatto analogica, anche se la fotocamera integra avanzate tecnologie digitali.

## Connettività
Una delle novità della Leica M11 è l'integrazione con dispositivi Apple grazie al cavo MFI Lightning, che permette di trasferire file direttamente su iPhone e iPad. L'app Leica FOTOS, sebbene ancora in fase di ottimizzazione, consente il controllo remoto della fotocamera tramite smartphone